# Barok (przystanek kolejowy)
Barok (biał. Барок, ros. Борок) – przystanek kolejowy w miejscowości Iwaki, w rejonie dobruskim, w obwodzie homelskim, na Białorusi. Położony jest na linii Bachmacz - Homel.